# Chinadeporaus semiruber
Chinadeporaus semiruber is een keversoort uit de familie Rhynchitidae. De wetenschappelijke naam van de soort is voor het eerst geldig gepubliceerd in 1948 door Marshall.